# Pietro Perina
Pietro Perina (Andria, 28 febbraio 1992) è un calciatore italiano, portiere svincolato.

## Carriera

### Gli inizi e Martina Franca
Nato ad Andria nel 1992, ha iniziato la carriera nelle giovanili della Fortis Trani e poi in quelle del Bari, dove ha collezionato una convocazione nella Serie A 2011-2012 e 4 nella Serie B 2011-2012, stagione nella quale è stato formalmente in prima squadra, ma ha giocato da fuoriquota in Primavera, senza trovare l'esordio tra i professionisti.
Nella stagione 2012-2013 ha ottenuto la sua prima esperienza da professionista, con il Martina, neopromosso in Lega Pro Seconda Divisione, debuttando il 25 novembre 2012, alla 13ª giornata di campionato, in trasferta sul campo dell'Aprilia, andando a sostituire tra i pali l'espulso Francesco Leuci al 39' e pareggiando la gara, poi conclusa in 10 contro 10, per 1-1. Ha terminato la stagione con 18 presenze al 12º posto in classifica, salvandosi senza passare per i play-out per 1 punto.

### Melfi
È rimasto in Seconda Divisione anche nel 2013-2014, trasferendosi al Melfi, con il quale ha esordito il 13 ottobre 2013, nel 7º turno di campionato, entrando all'intervallo al posto di Daniele Giordano nella sconfitta esterna per 1-0 contro il Cosenza. Con 10 presenze in stagione è arrivato 5º, venendo ammesso alla Lega Pro unica della stagione successiva. Ha debuttato in Lega Pro il 30 agosto 2014, alla 1ª giornata, titolare nel pareggio per 1-1 sul campo del Savoia. Ha terminato l'esperienza lucana dopo 2 stagioni con 48 gare giocate, chiudendo 9º la seconda stagione. 

### Cosenza
Nell'estate 2015 è passato al Cosenza, rimanendo in Lega Pro. Ha debuttato il 2 agosto, titolare nella gara del 1º turno di Coppa Italia in trasferta contro l'Ascoli, vinta per 2-1. L'esordio in campionato è arrivato invece il 6 settembre, alla 1ª giornata, quando è stato schierato titolare nella vittoria casalinga per 1-0 con il Martina. È rimasto 2 stagioni e mezza, collezionando 93 presenze, arrivando 5º il primo anno e 7º il secondo, nel quale è uscito ai quarti di finale dei play-off contro il Pordenone.

### Il prestito alla Sambenedettese
Nel gennaio 2018 è andato in prestito alla Sambenedettese, sempre in Serie C. Ha esordito il 27 gennaio, nel 23º turno di campionato, titolare nel pareggio interno per 1-1 contro il Gubbio. Ha chiuso il prestito con 19 gare giocate, arrivando 3º in campionato ma uscendo ai quarti di finale dei play-off proprio contro la squadra proprietaria del suo cartellino, il Cosenza, che poi è stato promosso in Serie B grazie al successo in finale contro il Siena.

### Il ritorno al Cosenza
A luglio 2018 è ritornato per fine prestito al Cosenza, che lo ha mantenuto in rosa. Ha debuttato tra i cadetti il 26 novembre, alla 13ª di campionato, schierato titolare nel derby sul campo del Crotone, vinto per 1-0. Il 21 gennaio 2019 raggiunge quota 100 presenze in occasione del pareggio per 0-0 contro l'Ascoli.

### Vicenza
Il 28 settembre 2020, svincolato dopo il biennio al Cosenza, firma per il L.R. Vicenza, società neopromossa in Serie B.

### Turris
Il 27 luglio 2021 firma un biennale con la società Turris del campionato di serie C girone C.

### Il ritorno in Puglia al Monopoli
Il 14 luglio 2023 firma un biennale con i biancoverdi del Monopoli.

### Foggia
Il 18 gennaio 2024 passa a titolo definitivo al Foggia, e prende fin dal suo arrivo il posto da titolare di Tommaso Nobile. Esordisce contro l'Avellino nella gara persa 3-1.

## Statistiche

### Presenze e reti nei club
Statistiche aggiornate al 17 maggio 2025.
| Stagione        | Squadra         | Campionato      | Campionato | Campionato | Coppe nazionali | Coppe nazionali | Coppe nazionali | Coppe continentali | Coppe continentali | Coppe continentali | Altre coppe | Altre coppe | Altre coppe | Totale | Totale |
| Stagione        | Squadra         | Comp            | Pres       | Reti       | Comp            | Pres            | Reti            | Comp               | Pres               | Reti               | Comp        | Pres        | Reti        | Pres   | Reti   |
| --------------- | --------------- | --------------- | ---------- | ---------- | --------------- | --------------- | --------------- | ------------------ | ------------------ | ------------------ | ----------- | ----------- | ----------- | ------ | ------ |
| 2012-2013       | Martina         | 2D              | 18         | -23        | CI-LP           | 2               | -3              | -                  | -                  | -                  | -           | -           | -           | 20     | -26    |
| 2013-2014       | Melfi           | 2D              | 10         | -11        | CI-LP           | 2               | -3              | -                  | -                  | -                  | -           | -           | -           | 12     | -14    |
| 2014-2015       | Melfi           | LP              | 36         | -40        | CI-LP           | 2               | -2              | -                  | -                  | -                  | -           | -           | -           | 38     | -42    |
| Totale Melfi    | Totale Melfi    | Totale Melfi    | 46         | -51        |                 | 4               | -5              |                    | -                  | -                  |             | -           | -           | 50     | -56    |
| 2015-2016       | Cosenza         | LP              | 33         | -27        | CI+CI-LP        | 2+0             | -2 + -0         | -                  | -                  | -                  | -           | -           | -           | 35     | -29    |
| 2016-2017       | Cosenza         | LP              | 36+5       | -44+ -3    | CI+CI-LP        | 2+0             | -1 + -0         | -                  | -                  | -                  | -           | -           | -           | 43     | -48    |
| 2017-gen. 2018  | Cosenza         | C               | 14         | -17        | CI+CI-C         | 1+0             | -3 + -0         | -                  | -                  | -                  | -           | -           | -           | 15     | -20    |
| gen.-giu. 2018  | Sambenedettese  | C               | 15+4       | -16+ -7    | CI+CI-C         | -               | -               | -                  | -                  | -                  | -           | -           | -           | 19     | -23    |
| 2018-2019       | Cosenza         | B               | 23         | -23        | CI              | 0               | 0               | -                  | -                  | -                  | -           | -           | -           | 23     | -23    |
| 2019-2020       | Cosenza         | B               | 32         | -43        | CI              | 1               | -1              | -                  | -                  | -                  | -           | -           | -           | 33     | -44    |
| Totale Cosenza  | Totale Cosenza  | Totale Cosenza  | 138+5      | -154 + -3  |                 | 6               | -7              |                    | -                  | -                  |             | -           | -           | 149    | -164   |
| 2020-2021       | L.R. Vicenza    | B               | 10         | -14        | CI              | 2               | -5              | -                  | -                  | -                  | -           | -           | -           | 12     | -19    |
| 2021-2022       | Turris          | C               | 34+1       | -48+ -2    | CI-C            | 1               | 0               | -                  | -                  | -                  | -           | -           | -           | 36     | -50    |
| 2022-2023       | Turris          | C               | 26         | -45        | CI-C            | -               | -               | -                  | -                  | -                  | -           | -           | -           | 26     | -45    |
| Totale Turris   | Totale Turris   | Totale Turris   | 60+1       | -93 + -2   |                 | 1               | 0               |                    | -                  | -                  |             | -           | -           | 62     | -95    |
| 2023-gen. 2024  | Monopoli        | C               | 20         | -31        | CI-C            | -               | -               | -                  | -                  | -                  | -           | -           | -           | 20     | -31    |
| gen.-giu. 2024  | Foggia          | C               | 17         | -21        | CI-C            | -               | -               | -                  | -                  | -                  | -           | -           | -           | 17     | -21    |
| 2024-2025       | Foggia          | C               | 17+2       | -18        | CI-C            | 0               | 0               | -                  | -                  | -                  | -           | -           | -           | 19     | -18    |
| Totale Foggia   | Totale Foggia   | Totale Foggia   | 34+2       | -39        |                 | 0               | 0               |                    | -                  | -                  |             | -           | -           | 36     | -39    |
| Totale carriera | Totale carriera | Totale carriera | 338+12     | -418 + -12 |                 | 15              | -20             |                    | -                  | -                  |             | -           | -           | 365    | -450   |